# Equació de transmissió de Friis
La fórmula de transmissió de Friis s'utilitza en enginyeria de telecomunicacions, equiparant la potència als terminals d'una antena de recepció com el producte de la densitat de potència de l'ona incident i l'obertura efectiva de l'antena receptora en condicions idealitzades donada una altra antena a certa distància que transmet una quantitat coneguda de potència. La fórmula va ser presentada per primer cop per l'enginyer de ràdio danès-americà Harald T. Friis el 1946. A vegades es fa referència a la fórmula com l'equació de transmissió de Friis.

## Fórmula original de Friis
La idea original de Friis darrere de la seva fórmula de transmissió era prescindir de l'ús de la directivitat o el guany a l'hora de descriure el rendiment de l'antena. En el seu lloc hi ha el descriptor de l'àrea de captura de l'antena com una de les dues parts importants de la fórmula de transmissió que caracteritza el comportament d'un circuit de ràdio en espai lliure.

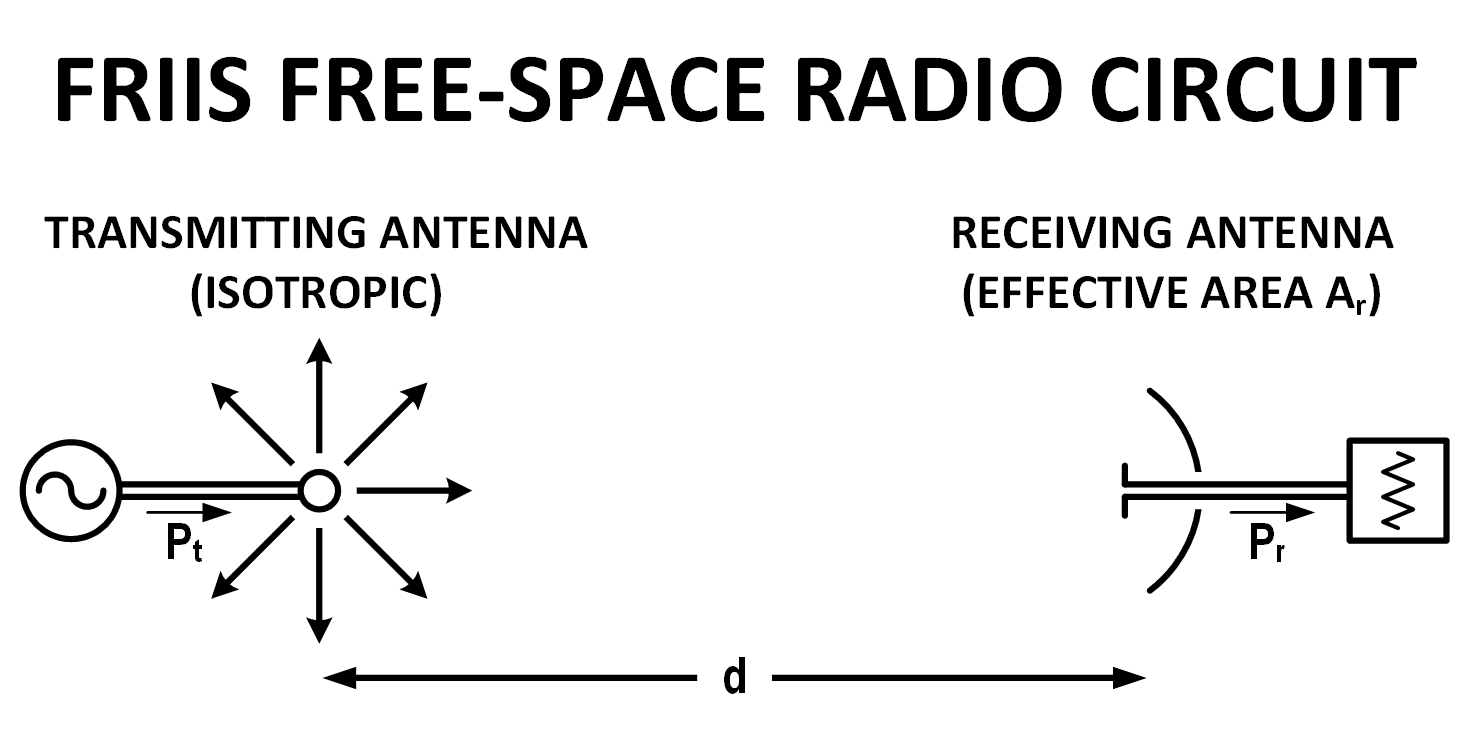
Circuit de ràdio d'espai lliure de Friis.

Això porta a la seva forma publicada de la seva fórmula de transmissió:
{\displaystyle {\frac {P_{r}}{P_{t}}}=\left({\frac {A_{r}A_{t}}{d^{2}\lambda ^{2}}}\right)}
on:
- {\displaystyle P_{t}} és la potència alimentada als terminals d'entrada de l'antena de transmissió;
- {\displaystyle P_{r}} és la potència disponible als terminals de sortida de l'antena receptora;
- {\displaystyle A_{r}}és l'àrea d'obertura efectiva de l'antena receptora;
- {\displaystyle A_{t}} és l'àrea d'obertura efectiva de l'antena de transmissió;
- {\displaystyle d} és la distància entre antenes;
- {\displaystyle \lambda } és la longitud d'ona de la radiofreqüència;
- {\displaystyle P_{t}} and {\displaystyle P_{r}} estan en les mateixes unitats de potència;
- {\displaystyle A_{r}}, {\displaystyle A_{t}}, {\displaystyle d^{2}}, and {\displaystyle \lambda ^{2}} estan en les mateixes unitats.
- Distància {\displaystyle d} prou gran per garantir un front d'ona pla a l'antena de recepció prou aproximat per {\displaystyle d\geq 2a^{2}/\lambda } on {\displaystyle a} és la dimensió lineal més gran de qualsevol de les antenes.

Friis va afirmar que l'avantatge d'aquesta fórmula sobre altres formulacions és la manca de coeficients numèrics per recordar, però requereix l'expressió del rendiment de l'antena de transmissió en termes de flux de potència per unitat d'àrea en lloc de la força de camp i l'expressió del rendiment de l'antena de recepció per la seva àrea efectiva en lloc del seu guany de potència o resistència a la radiació.

## Fórmula contemporània
Pocs segueixen els consells de Friis sobre l'ús de l'àrea efectiva de l'antena per caracteritzar el rendiment de l'antena sobre l'ús contemporani de les mètriques de directivitat i guany. La substitució de les àrees efectives de l'antena per les seves contraparts de guany dóna rendiment
{\displaystyle {\frac {P_{r}}{P_{t}}}=G_{t}G_{r}\left({\frac {\lambda }{4\pi d}}\right)^{2}}
on {\displaystyle G_{t}} i {\displaystyle G_{r}} són els guanys d'antena (respecte a un radiador isòtrop) de les antenes transmissores i receptores, respectivament, {\displaystyle \lambda } és la longitud d'ona que representa l'àrea d'obertura efectiva de l'antena receptora, i {\displaystyle d} és la distància que separa les antenes. Per utilitzar l'equació tal com està escrita, els guanys de l'antena són valors sense unitats i les unitats de longitud d'ona ({\displaystyle \lambda }) i distància ({\displaystyle d}) ha de ser el mateix.
Per calcular amb decibels, l'equació es converteix en:
{\displaystyle P_{r}^{\mathsf {[dB]}}=P_{t}^{\mathsf {[dB]}}+G_{t}^{\mathsf {[dBi]}}+G_{r}^{\mathsf {[dBi]}}+20\log _{10}\left({\frac {\lambda }{4\pi d}}\right)}
on:
- {\displaystyle P_{t}^{[dB]}} és la potència lliurada als terminals d'una antena de transmissió isotròpica, expressada en dB.[6]
- {\displaystyle P_{r}^{\mathsf {[dB]}}} és la potència disponible als terminals de l'antena receptora igual al producte de la densitat de potència de l'ona incident i l'àrea d'obertura efectiva de l'antena receptora proporcional a {\displaystyle \lambda ^{2}}, en dB.[7]
- {\displaystyle G_{t}^{\mathsf {[dBi]}}} és el guany de l'antena transmisora en la direcció de l'antena receptora, en dB.[7]
- {\displaystyle G_{r}^{\mathsf {[dBi]}}} és el guany de l'antena receptora en la direcció de l'antena emissora, en dB.[7]

El formulari senzill s'aplica en les condicions següents:
- {\displaystyle d\gg \lambda }, de manera que cada antena es troba al camp llunyà de l'altra.[8]
- Les antenes estan correctament alineades i tenen la mateixa polarització.[9]
- Les antenes es troben a l'espai lliure sense obstruccions, sense propagació de camins múltiples.[9]
- L'amplada de banda és prou estreta com per tal que es pugui utilitzar un sol valor per a la longitud d'ona per representar tota la transmissió.[9]
- Les directivitats són ambdues per a radiadors isòtrops (dBi).
- Les potències es presenten ambdues en les mateixes unitats: les dues dBm o les dues dBW.

Les condicions ideals gairebé mai s'aconsegueixen en les comunicacions terrestres ordinàries, a causa d'obstruccions, reflexos dels edificis i, sobretot, reflexos del sòl. Una situació en què l'equació és raonablement precisa és en les comunicacions per satèl·lit quan hi ha una absorció atmosfèrica insignificant; una altra situació és a les cambres anecoiques dissenyades específicament per minimitzar els reflexos.